# Aleksander Kowalski (polityk)

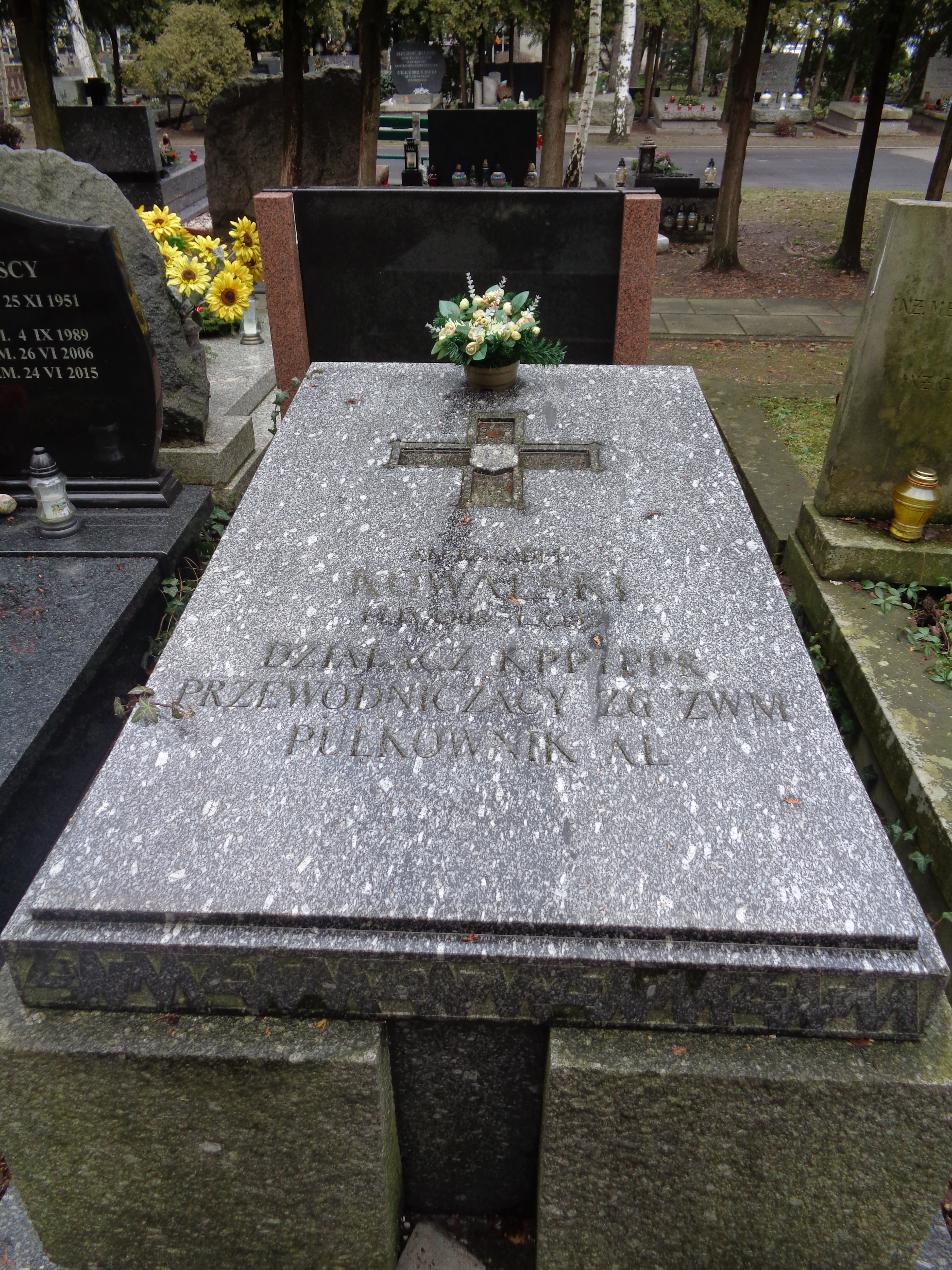
Grób Aleksandra Kowalskiego na cmentarzu Wojskowym na Powązkach

Aleksander Kowalski, ps. Olek, Czarny (ur. 14 września 1908 w Warszawie, zm. 1 października 1951 tamże) – pułkownik  Wojska Polskiego, polityk, uczestnik II wojny światowej.

## Życiorys
Ojcem Aleksandra był Adam Kowalski, z pochodzenia chłop, pracownik (palacz parowozowy) Nadwiślańskiej Kolei (w 1923 roku zwolniony z pracy za udział w strajku i od tego czasu bezrobotny); matka – Agnieszka z domu Kurek, córka chłopa, robotnica.  Aleksander miał dwie siostry i brata Zygmunta - działacza komunistycznego. 
Wychowywał się na warszawskim Bródnie. Ukończył szkołę podstawową na ulicy Budowlanej, w 1927 roku Szkołę Rzemiosła im. M. Konarskiego. Po zakończeniu edukacji odbył staż jako tokarz w Skarżysku (zwolniony w wyniku redukcji jako młodociany). Od 1927 pracował w fabryce maszyn i odlewni żelaza. Od 1927 był aktywnym działaczem KZMP. Aresztowany profilaktycznie w 1927 roku przed obchodami 1 Maja. Od 1928 r. członek KPP. W wieku 19 lat został sekretarzem Komitetu Dzielnicowego (KD) KZMP Pragi i członkiem egzekutywy KD KPP. W tym roku aresztowany, przebywał 11 tygodni na Pawiaku. W październiku 1929 roku wyjechał do ZSRR na leczenie. Od kwietnia do końca 1930 roku był słuchaczem szkoły Komunistycznej Międzynarodówki Młodzieży pod Moskwą. 
Po powrocie do Polski w 1931 r. był sekretarzem Komitetu Okręgowego KZMP w Płocku, Mławie, Łomży i Łodzi, gdzie został ponownie aresztowany. Od 1931 do 1935 był więziony w Sieradzu, Warszawie i Wronkach. Do końca 1936 roku pełnił funkcję sekretarza KW KZMP a następnie członka KC KZMP. Kilka miesięcy przed wybuchem wojny ponownie aresztowany i osadzony na Pawiaku. Skazany na dwa lata więzienia ale wyrok uchylił sąd okręgowy zarządzając w zamian ścisły nadzór policji. W 1939 znalazł się w Robotniczej Brygadzie Obrony Warszawy.
Od 1939 do 1942 przebywał na terytorium ZSRR. Najpierw we Lwowie, gdzie początkowo pracował jako ślusarz w warsztatach kolejowych a następnie jako zastępca dyrektora fabryki odlewniczo-mechanicznej. W kwietniu 1941 roku w związku ze zmianą stosunku Stalina do komunistów polskich przyjęty do WKP(b). Po napadzie hitlerowskich Niemiec na ZSRR przybył do Moskwy gdzie uczył się w szkole Międzynarodówki Komunistycznej. Jako pierwszy w gronie polskich komunistów w ZSRR podniósł sprawę przesunięcia granicy z Niemcami na Odrę i Nysę. 
20 maja 1942 r. został przerzucony do Warszawy w tzw. Grupie Inicjatywnej (razem z Jankiem Krasickim i Małgorzatą Fornalską). Do października 1942 roku działał w Łodzi. Po przeniesieniu go do Warszawy został drugim, a potem – od czerwca 1943 do maja 1944 – pierwszym sekretarzem Komitetu Warszawskiego PPR. Od 1942 członek Komitetu Centralnego PPR. Był współorganizatorem ZWM oraz inicjatorem utworzenia młodzieżowego oddziału bojowego Gwardii Ludowej im. „Czwartaków”. Od wiosny 1944 roku odpowiedzialny za pracę partyjną w okręgu Warszawa-Podmiejska, w Piotrkowie i Częstochowie. W czasie powstania podjął decyzję o przyłączeniu się do niego AL. Był współorganizatorem Powstańczego Porozumienia Demokratycznego. Kierował udziałem oddziałów AL w powstaniu ze Starego Miasta, a potem po przejściu kanałami, ze Śródmieścia.
W latach 1945–1948 był przewodniczącym Zarządu Głównego ZWM. Od 22 stycznia 1945 do 13 czerwca 1945 był I sekretarzem Komitetu Warszawskiego PPR. Od 1945 był posłem do KRN, a od 1947 – posłem na Sejm Ustawodawczy. W 1948 pod zarzutem tzw. odchyleń prawicowo-nacjonalistycznych, został usunięty od działalności politycznej. Według relacji Józefa Światły, bezpieka próbowała nakłonić Kowalskiego do zeznań, obciążających Władysława Gomułkę. Ten jednak kategorycznie odmawiał. Po serii męczących wielogodzinnych przesłuchań, prowadzonych przez Anatola Fejgina i Romana Romkowskiego miał ponoć dostać pomieszania zmysłów. W efekcie miał być odstawiony do szpitala w Tworkach, gdzie zmarł 1 października 1951. Za oficjalną przyczynę śmierci podano wrzód mózgu. Został pochowany na cmentarzu Wojskowym na Powązkach (kwatera A4-5-10).

## Ordery i odznaczenia
- Krzyż Komandorski Orderu Odrodzenia Polski (13 lipca 1946)[7]
- Medal za Warszawę 1939–1945 (17 stycznia 1946)[8]

## Upamiętnienie
Był patronem jednej z ulic na warszawskim Bródnie, która w listopadzie 2008 otrzymała nowego patrona – hokeistę Aleksandra Kowalskiego.
W latach 1972–1990 imię Aleksandra Kowalskiego nosił 29 pułk czołgów średnich w Żaganiu.  W 1978 jego imię nadano Warszawskiej Fabryce Pomp.
Jego imieniem nazwana została nagroda przyznawana przez pismo „Walka Młodych”.